# Доктор на морі
«Доктор на морі» (англ. Doctor at Sea) — британська кінокомедія 1955 року із серії комедій про доктора Саймона Спарроу. У головних ролях — Дірк Богард і Брижіт Бардо.
Сіквел за назвою «Доктор на волі» (Doctor at Large) вийшов у 1957 році.
Інші фільми із цієї серії — «Доктор у домі», «Доктор у біді», «Закоханий доктор» тощо.

## Сюжет
Доктор Саймон Спарроу наймається медпрацівником на корабель щоб помандрувати й розважитися. На борті він потрапляє в безліч курйозних ситуацій і змушений мати справу з ексцентричними особами, зокрема з темпераментним й владним  капітаном Гоґґом. Прибувши в порт у Ріо-де-Жанейро, Спарроу знайомиться у нічному клубі із французькою співачкою Елен Кольбер...

## У ролях
- Дірк Богард — доктор Саймон Спарроу
- Бріжіт Бардо — Елен Кольбер
- Бренда де Банзі — Мюріел Маллет
- Джеймс Робертсон Джастіс — капітан Гоґґ
- Моріс Денам — Істер
- Реймонд Гантлі — капітан Беміш
- Джордж Колуріс — тесля
- Джил Адамс — Джил
- Джоан Симс — Венді
- Губер Ґреґґ — стрілець